# أميرة محمد
أميرة محمد (9 ديسمبر 1981 -)، ممثلة بحرينية.

## عن حياتها
هي حاصلة على دبلوم إدارة أعمال، كانت بداية دخولها في المجال الفني بعام 1994 وذلك من خلال الأنشطة الصيفية الذي تقام خلالها عروض مسرحية، عرفها الجمهور في السعودية من خلال مسلسل العو .. عو .. لمة الذي إنتج عام 1999 واستمرت بالعمل الفني بعده.

## أعمالها

### من المسلسلات
| سنه الإنتاج | المسلسل                                                           | بمشاركة |
| ----------- | ----------------------------------------------------------------- | --- |
| 1995        | ملفى الاياويد                                                     | لطيفة المجرن، سعاد علي |
| 1997        | بحر الحكايات                                                      | مريم زيمان، شيماء سبت |
| 1999        | العو .. عو .. لمة                                                 | حياة الفهد، محمد المنصور ، بكر الشدي ، محمد العيسى ، فاطمة الحوسني،في الشرقاوي، فايز المالكي، علي الغرير                      |
| 2000        | الديرة نت                                                         | عبد الناصر درويش، خالد سامي ، فايز المالكي، عبد المحسن النمر ، لطيفة المقرن ، سمية الخنة ، ميساء مغربي                        |
| 2000        | الاختيار                                                          | منى شداد، خالد امين ، زهرة عرفات ، خالد العبيد ، عبد الرحمن العقل ، جاسم النبهان                                              |
| 2000        | عيال الذيب                                                        | حياة الفهد، سعاد عبد الله ، خالد النفيسي ، علي حسن ، عبد العزيز الجاسم ، عبير أحمد                                            |
| 2001        | خلك معي 6                                                         | محمد العلي، عبد العزيز الحماد، عبد الرحمن الخريجي، لطيفة المجرن، إبراهيم الحساوي، حبيب الحبيب                                 |
| 2001        | درب الخطايا                                                       | عبد الله عبد العزيز، فخرية خميس ، لطيفة المقرن ، سحر حسين                                                                     |
| 2001        | طعم الأيام                                                        | محمد العلي، أسمهان توفيق ، عبير أحمد ، بدرية أحمد ، عبد المحسن النمر                                                          |
| 2001        | الصقرين                                                           | غانم الصالح، عبير الجندي ، جمال الردهان ، جاسم النبهان                                                                        |
| 2002        | المتقاعد                                                          | عبد العزيز الفريحي، عبد الرحمن الخريجي ، لطيفة المقرن ، يوسف اليوسف                                                           |
| 2002        | السديم                                                            | زينب العسكري، قحطان القحطاني ، زهرة عرفات                                                                                     |
| 2002        | شوية ملح                                                          | طارق العلي، عبد العزيز الجاسم ، هيفاء حسين ، عبد المحسن النمر ، عبد الله السدحان ، ناصر القصبي                                |
| 2002        | ذنبة على جنبة                                                     | شمعة محمد، زينب العسكري ، سعيد قريش ، جعفر الغريب ،                                                                           |
| 2002        | سهم الغدر                                                         | زينب العسكري، محمد المنصور ، حسين المنصور، أحلام محمد                                                                         |
| 2003        | درب المحبة                                                        | عبد العزيز الجاسم، فايز المالكي، لمياء طارق ، فاطمة الحوسني، فهد القصبي                                                       |
| 2002        | بيتنا الكبير                                                      | سناء بكر يونس، عبد الإمام عبد الله ، فخرية خميس، بدرية أحمد، باسمة حمادة، حسين المنصور                                        |
| 2003        | مر السنين                                                         | جاسم النبهان، انتصار الشراح ، محمد العجيمي، عبد الناصر الزاير، فضيلة المبشر، لطيفة المقرن                                     |
| 2003        | وعاد قلبي إلى هناك                                                | فضيلة المبشر، تركي اليوسف، أسمهان توفيق ، عبد الله العامر، نصر حماده                                                          |
| 2003        | دمعة عمر                                                          | زينب العسكري، طيف ، تركي اليوسف، بدرية أحمد ، هيفاء حسين، عبد العزيز الفريحي                                                  |
| 2003        | صمت السنين                                                        | أحمد الصالح، هدى حسين ، زهرة عرفات، باسم عبد الأمير ، لطيفة المقرن                                                            |
| 2003        | المال والعيال                                                     | حسن عسيري، فاطمة الحوسني ، علي السبع، أسمهان توفيق                                                                            |
| 2003        | قرقيعان - برنامج كوميدي                                           | داوود حسين، حسن البلام |
| 2003        | لا للجروح                                                         | أمل عبد الكريم، عبد الرحمن العقل ، طارق العلي، محمد العجيمي                                                                   |
| 2003        | دموع الرجال                                                       | حسين المنصور، أحمد الصالح ، عبد الله ملك، عبد المحسن النمر                                                                    |
| 2004        | خارطة أم راكان                                                    | زينب العسكري، عبير أحمد ، جعفر الغريب، ميس حمدان، عبد الرحمن العقل، فايز المالكي، عبد العزيز الفريحي، أسهمان توفيق            |
| 2004        | الدنيا لحظة                                                       | حياة الفهد، يلدا ، عبد المحسن النمر، باسم عبد الأمير ، مي عبد الله ، طيف ، حسن البلام                                         |
| 2004        | طاش ما طاش جزء12 والجزء 13 2005 جزء 14 2006 جزء 15 2007           | ناصر القصبي ، عبد الله السدحان                                                                                                |
| 2004        | أبو العصافير                                                      | خالد سامي ،ناصر القصبي ، عبد الله السدحان، محمد العيسى،                                                                       |
| 2005        | امرأه لا تشبة القمر                                               | هيفاء حسين، سعيد قريش، عبد العزيز الفريحي، شيماء سبت نوال محمد ،سعد خضر،أحمد الهذيل، عبد العزيز السكيرين                      |
| 2005        | الأرجوحه                                                          | زهرة الخرجي ،عبد الرحمن العقل ، مريم الصالح ، جاسم النبهان                                                                    |
| 2005        | عندما تغيب الحقيقة                                                | عبد الرحمن الخطيب ،وجنات الرهبيني ، فاطمة الحوسني                                                                             |
| 2005        | الغروب الاخير                                                     | حسن عسيري ،لطيفة المقرن ، منى شداد ، سعاد علي ، لمياء طارق                                                                    |
| 2005        | دار الزين                                                         | هدى الخطيب ،يلدا ، سعاد علي ، عبد الله ملك ، سمية الخنة، مريم زيمان                                                           |
| 2005        | دروب                                                              | جمعان الرويعي ،مبارك خميس ، سعاد علي ، عبد الله ملك ، مبارك خميس، علي الغرير ، أحلام محمد                                     |
| 2005        | صور من الحياة                                                     | لطيفة المقرن ،ابتسام عبد الله ، عبد الله وليد ، يوسف بوهلول                                                                   |
| 2005        | الدكتورة                                                          | ليلى السلمان ، عبد الرحمن العقل ، جاسم النبهان، هدى حسين، خالد البريكي                                                        |
| 2005        | متى نلتقي                                                         | غازي حسين ، طيف ، أحلام محمد، شيماء سبت، ياسر العماري                                                                         |
| 2006        | عندما تعود الايام                                                 | لطيفة المقرن ، عبير أحمد ، خالد البريكي، شيماء سبت،                                                                           |
| 2006        | وجوة من شمع                                                       | محمد الشطي ، بدرية أحمد ، عبير الجندي، نادية عاصي، سعاد علي، هند الشاهين                                                      |
| 2006        | جنون الليل                                                        | خالد البريكي ، فاطمة عبد الرحيم، روعة ياسين، عبد الله عبد العزيز، خالد البريكي، سعيد قريش                                     |
| 2006        | القناص                                                            | هيثم الدرازي ، سعاد علي، احمد عيسى، سمير القلاف، شفيقة يوسف، مبارك خميس                                                       |
| 2006        | حبل المودة                                                        | عبد الحسين عبد الرضا ، هيا الشعيبي، طارق العلي، سلمى سالم، محمد الصيرفي، سعاد علي                                             |
| 2007        | بغوها طرب                                                         | فخرية خميس ، جيهان عبد العظيم، عبد الله ملك، شيماء سبت، محمد العجيمي، لطيفة المقرن                                            |
| 2007        | صياحة صياحة                                                       | محمد العيسى ، هدى الخطيب، ميساء مغربي، فخرية خميس، علي جمعة، عبير عيسى، فاطمة الصفي                                           |
| 2007        | الاصيل                                                            | عبد العزيز المسلم ، هبة الدري، ليلى السلمان، أحمد إيراج، محمد الشعيبي، مرام، إيمان القصيبي                                    |
| 2007        | في البيوت اسرار                                                   | ملاك ، عبد الله الباروني، بدرية أحمد، سميرة الوهيبي، عبير الجندي، امل عباس، شذى سبت، سعاد سلمان                               |
| 2007        | انا وانت والانترنت                                                | مريم الغامدي، هدى الخطيب، زهرة عرفات، زهور حسين، تركي اليوسف، عمر الجاسر                                                      |
| 2008        | غلطة نوف                                                          | ميساء مغربي ،ماجد مطرب فواز ، حسين المنصور ، مريم الغامدي ، مي عبد الله، نجلاء عبد الله ، الاء شاكر                           |
| 2008        | هذيان الطين                                                       | فخرية خميس ،أحلام محمد ، علي جمعة ، بدرية أحمد                                                                                |
| 2008        | الساكنات في قلوبنا                                                | لمياء طارق ،زارا البلوشي ، سارة اليافعي ، ميسون الرويلي ، لطيفة المقرن، هيفاء حسين ، مشاعل الزنكوي                            |
| 2008        | جدار الصمت                                                        | صلاح الملا ،وفاء مكي ، محمد انور ، شمعة محمد ، منى شداد، يلدا ، عبد الله عبد العزيز                                           |
| 2008        | عيون الحب                                                         | جمعان الرويعي ،هدى حسين ، أفراح (ممثلة)، هند البلوشي ، الهام الفضالة، امل عباس ، عبد الله بوشهري                              |
| 2008        | ملامح بشر                                                         | غازي حسين، فاطمة عبد الرحيم ، مشاري البلام ، أنور احمد                                                                        |
| 2008        | مسك وعنبر                                                         | سعد الفرج ،غانم الصالح ، عبد العزيز المسلم، هبة الدري ، الهام الفضالة، انتصار الشراح                                          |
| 2009        | عيال بحر                                                          | خالد الحربي ،عبد المحسن النمر ، سعاد علي، منى شداد ، لطيفة المقرن                                                             |
| 2007        | رسائل من صدف                                                      | لمياء طارق ،ملاك (ممثلة) ، سلمى سالم، عبد الله الباروني ، محمد الصيرفي                                                        |
| 2009        | الى متى                                                           | ليلى السلمان ،نجوى الكبيسي ، زهرة عرفات، غانم السليطي ، شيماء سبت                                                             |
| 2009        | للأسرار خيوط                                                      | جاسم النبهان ،عبد الله بهمن ، شمعة محمد، سعيد قريش ، عبد الله الباروني                                                        |
| 2010        | صعب المنال                                                        | حسين المنصور ،عبير أحمد ، امل عباس، يعقوب عبد الله ، شهد الياسين                                                              |
| 2010        | هوامير الصحراء جزء 3 جزء 5 2012                                   | علي السبع، سعد خضر ، بدرية أحمد ، سمير الناصر                                                                                 |
| 2010        | رحلة المليون                                                      | فهد الحيان، ليلى السلمان ، شمعة محمد ، عبد الله المزيني ، فيصل العيسى ، أحمد العليان                                          |
| 2010        | شيكات                                                             | يوسف الجراح، سعد الدهش، علي المدفع، ريماس منصور                                                                               |
| 2010        | سكتم بكتم الجزء الثاني 2011 والجزء الثالث 2012 والجزء الرابع 2013 | فايز المالكي، فخرية خميس، سعاد علي، عبد العزيز الفريحي، عوض عبدالله، علي المدفع، عبدالله المزيني محمد خير الجراح، شكران مرتجى |
| 2010        | انين                                                              | صلاح الملا ، صمود الكندري ، محمود بوشهري ، يعقوب عبد الله ، غرور (ممثله) ، شيماء علي                                          |
| 2011        | الثمن                                                             | صلاح الملا ، عبد العزيز المسلم ، لمياء طارق ، عبد الله الباروني مشاري البلام ، شيماء علي                                      |
| 2012        | عبرات وحنين                                                       | أحمد الصالح ، جاسم النبهان ، تركي اليوسف ، ليلى السلمان                                                                       |
| 2012        | شباب البومب                                                       | خالد سامي، فيصل العيسى ، شعيفان محمد، محمد الكنهل ، ماجد مطرب فواز، خالد منقاح                                                |
| 2012        | لعبة المرأه رجل                                                   | إبراهيم الحربي، ميساء مغربي ، مريم الغامدي، شهاب جوهر ، ليلى إسكندر، مريم الغامدي، عبد العزيز السكيرين                        |
| 2012        | نساء من زجاج                                                      | فاطمة عبد الرحيم ،مشعل المطيري ، محمد بكر ، عبير أحمد ، شيماء سبت                                                             |
| 2013        | السلطانة                                                          | جعفر الغريب ، بدر ال زيدان، علي السبع، ليلى السلمان، شيلاء سبت، بدرية أحمد                                                    |
| 2013        | برايحنا                                                           | في الشرقاوي ، خليل الرميثي، عبد الله وليد، ابتسام عبد الله ، لطيفه المقرن، هيفاء حسين                                         |
| 2013        | هشتقة                                                             | فهد الحيان، ماجد مطرب فواز، عبد المحسن النمر، ريماس منصور، خالد سامي، لطيفة المقرن، أفنان فؤاد                                |
| 2013        | لولو ومرجان                                                       | سعاد علي ، علي الغرير، امين الصايغ، ريم ارحمه، حسن محمد، عبد الله ملك                                                         |
| 2014        | العمر لحظة                                                        | هدى الخطيب ، مشاري البلام، أحمد السلمان، نواف النجم، فاطمة الحوسني                                                            |
| 2014        | سراي الليل                                                        | سميرة أحمد ، مشاري البلام، محمد الصيرفي، الاء شاكر، عبد الله بهمن                                                             |
| 2014        | الحب سلطان                                                        | زهرة الخرجي ، اريام، فاطمة عبد الرحيم، نرمين محسن، نيفين ماضي                                                                 |
| 2015        | وجوة محرمة                                                        | محمد المنصور ، تركي اليوسف ابتسام عبد الله ، عبد الرحمن الخريجي فخرية خميس ، نسرين سروري أغادير السعيد ، محمود سعيد           |
| 2015        | طريق المعلمات                                                     | زهرة عرفات ، هيفاء حسين ، شيماء سبت ، دانة آل سالم ، مروة محمد ، إلهام علي ، إبراهيم الحساوي ، شفيقة يوسف                     |
| 2016        | باب الريح                                                         | سعد الفرج ، أبرار سبت ، زهرة عرفات ، حمد اشكناني ، حمد العماني                                                                |
| 2016        | حزاوينا خليجية                                                    | لطيفة المجرن، عبد الله ملك، علي الغرير، خليل الرميثي، في الشرقاوي                                                             |
| 2017        | اصعب قرار                                                         | مجموعة من الممثلين |
| 2017        | اماني العمر                                                       | هنادي الكندري ، غدير السبتي ، صابرين البورشيد ، زينب غازي ، إلهام علي                                                         |
| 2018        | بدون فلتر                                                         | عبدالله السدحان. سعد الفرج. علي إبراهيم.علي المدفع                                                                            |
| 2019        | غصون في الوحل                                                     | هدى حسين، محمد الرشيد، فوز الشطي، ريم ارحمة، عبدالله الطراروة، عبدالله السيف                                                  |
| 2020        | ضرب الرمل                                                         | خالد عبد الرحمن، محمد الطويان، عبد العزيز السكيرين                                                                            |
| 2020        | كسرة ظهر                                                          | عبدالله السدحان، محمد العجيمي، هنادي الكندري، أحمد العونان                                                                    |
| 2022        | الزقوم                                                            | سعد الفرج، هيفاء حسين، فاطمة الحوسني ، زينب غازي                                                                              |
| 2022        | نفس الحنين                                                        | |
| 2023        | نون النسوة                                                        | |
| 2025        | شباب البومب 13                                                    | |

### في المسرح
| سنه الإنتاج | اسم المسرحية            | بمشاركة                          |
| ----------- | ----------------------- | -------------------------------- |
| 2003        | صادوها                  | زهرة الخرجي، خليفة خليفوة        |
| 2003        | الأميره والصياد         | ايتسام عبدالله، فيصل دشتي        |
| 2003        | عبود في Scool           | فاطمة عبد الرحيم، جاسم الأنصاري  |
| 2004        | على الطاير              | عبد الحسين عبد الرضا، فخرية خميس |
| 2004        | نزيف العمر              |                                  |
| 2010        | الساحره والأميرة البجعه | زهرة الخرجي، حسن إبراهيم         |
| 2011        | كيد النسوان             | عبير أحمد، مروه محمد             |
| 2013        | عفوا ممنوع الرجال       | ليلى السلمان، أغادير السعيد      |
| 2013        | بنات اوف لاين           | شيرين حطاب، روان العامر          |
| 2013        | لطيفة في الوظيفة        | مها سالم، ريفان كنعان            |

### في السينما
| سنه الإنتاج | الفيلم        | بمشاركة                     |
| ----------- | ------------- | --------------------------- |
| 2004        | اعلان حالة حب | محمد الرمضان، مشاعل الزنكوي |
| 2020        | نجد           |                             |

## روابط خارجية
- أميرة محمد على موقع IMDb (الإنجليزية)
- أميرة محمد على موقع قاعدة بيانات الأفلام العربية
- أميرة محمد على موقع قاعدة بيانات الفيلم (الإنجليزية)